# Lausegraben
Der Lausegraben ist ein linker Zufluss des Steinerfließes in Brandenburg.

## Verlauf
Der Graben beginnt in einem Waldgebiet Renneberge, das sich im nördlichen Bereich der Gemarkung von Jänickendorf und dort westlich der Forstbaumschule Luckenwalde befindet. Von dort verläuft er rund 710 Meter in westlicher Richtung und zweigt von dort nach Norden hin ab. Er fließt nun rund 1700 Meter in nördlicher Richtung auf den Wohnplatz Moldenhütten des Ortsteils Gottow der Gemeinde Nuthe-Urstromtal zu und entwässert auf dem Weg dorthin eine weiträumige Ackerfläche. Diese wird im Westen vom Königsgraben bei Luckenwalde und vom Steinerfließ im Osten begrenzt. In einem Abstand von rund 330 bis 400 Metern fließen von Westen und Osten je weitere bis zu 1400 Meter lange Entwässerungsgräben auf den Lausegraben zu. Bei Moldenhütten unterquert er die Kreisstraße 7222 und verläuft rund 970 Meter weiter in nördlicher Richtung, bevor er in das Steinerfließ entwässert.